# ساموئل پریسان
ساموئل پریسان (انگلیسی: Samuele Perisan؛ زادهٔ ۲۱ اوت ۱۹۹۷) بازیکن فوتبال اهل ایتالیا است.
از باشگاه‌هایی که در آن بازی کرده‌است می‌توان به باشگاه فوتبال پادوا، باشگاه فوتبال اودینزه، و باشگاه فوتبال اتلتیکو آرتزو اشاره کرد.
وی همچنین در تیم‌های ملی فوتبال زیر ۱۸ سال ایتالیا و زیر ۲۰ سال ایتالیا بازی کرده‌است.